# Villa di Tiberio
La Villa di Tiberio è una grande villa romana, appartenuta nel I secolo d.C. all'imperatore romano Tiberio, situata nella cittadina di Sperlonga, in provincia di Latina, nel Lazio (l'antico Latium adiectum). La villa dal 1963 è inclusa nel percorso di visita del Museo archeologico nazionale di Sperlonga.
Dal dicembre 2014 il Ministero per i beni e le attività culturali gestisce sito e museo tramite il Polo museale del Lazio, nel dicembre 2019 divenuto Direzione regionale Musei. Nel 2015 essi hanno fatto registrare 42,625 visitatori.

## Scavi
Durante la costruzione della strada litoranea tra Terracina e Gaeta nel 1957 venne scoperta una grande quantità di frammenti marmorei, straordinari per la qualità delle sculture e le dimensioni dei blocchi. Le sculture si rivelarono essere in alcuni casi originali greci di età ellenistica (180 a.C. circa). Per ospitare le sculture rinvenute venne realizzato nel 1963 il Museo archeologico nazionale di Sperlonga.

### Le sculture della grotta di Tiberio
Le sculture furono frantumate in migliaia di frammenti, pazientemente ricomposti, forse ad opera di monaci che si erano installati nei resti della villa imperiale in epoca altomedioevale.
Già al momento della scoperta si vide la notevole rassomiglianza dei frammenti scultorei rinvenuti con il celebre Laocoonte dei Musei Vaticani, ritrovato nel 1506 nelle terme di Tito a Roma e descritto da Plinio il Vecchio. I frammenti di un'iscrizione rinvenuti a Sperlonga portavano infatti i nomi degli scultori Agesandro, Atenodoro e Polidoro, gli autori del Laocoonte.

## Struttura della Villa

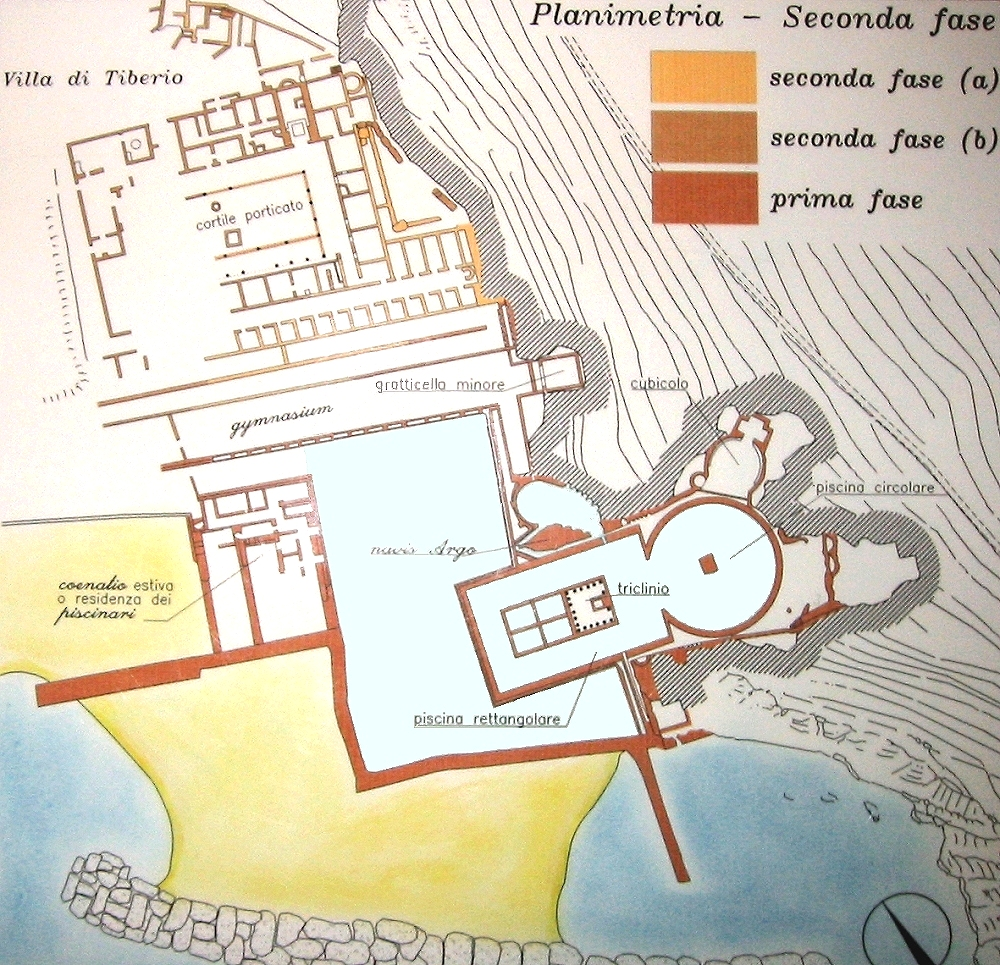
Pianta della villa con evidenziate le varie fasi

La villa era costituita da diversi edifici disposti su terrazze rivolte verso il mare. Le prime strutture sono relative ad una villa di epoca tardo-repubblicana, forse appartenuta a Aufidio Lurco, nonno materno di Livia. La villa vera e propria conserva una serie di ambienti intorno ad un cortile porticato, tra i quali sono compresi ambienti di servizio, più volte ristrutturati, una fornace e un forno per la cottura del pane.
Agli inizi del I secolo d.C. venne aggiunto un lungo portico a due navate e la grotta naturale che sorgeva presso la villa fu inquadrata all'ingresso da un prospetto architettonico e venne parzialmente trasformata con interventi in muratura e la collocazione di sculture.
La grotta comprende una vasta cavità principale, preceduta da una ampia vasca rettangolare (peschiera) con acqua marina, al cui centro era stata realizzata un'isola artificiale che ospitava la caenatio (sala da pranzo) estiva. La vasca comunicava con una piscina circolare (diametro di 12 m), posta all'interno della grotta, dove era stato collocato il gruppo di Scilla.
Sulla cavità principale si aprivano due ambienti minori: a sinistra un ambiente a ferro di cavallo, con in fondo un triclinio, e a destra un ninfeo con cascatelle e giochi d'acqua, in fondo al quale si apriva una nicchia che ospitava il gruppo dell'accecamento di Polifemo. Tra la piscina circolare e la vasca quadrata erano collocati due gruppi scultorei più piccoli: il Rapimento del Palladio e il gruppo di Ulisse che trascina il corpo di Achille (copia del quale, mutila e frammentaria è l'attuale statua del Pasquino a Roma). Una scultura con Ganimede rapito dall'aquila di Zeus era invece posta in alto sopra l'apertura della grotta

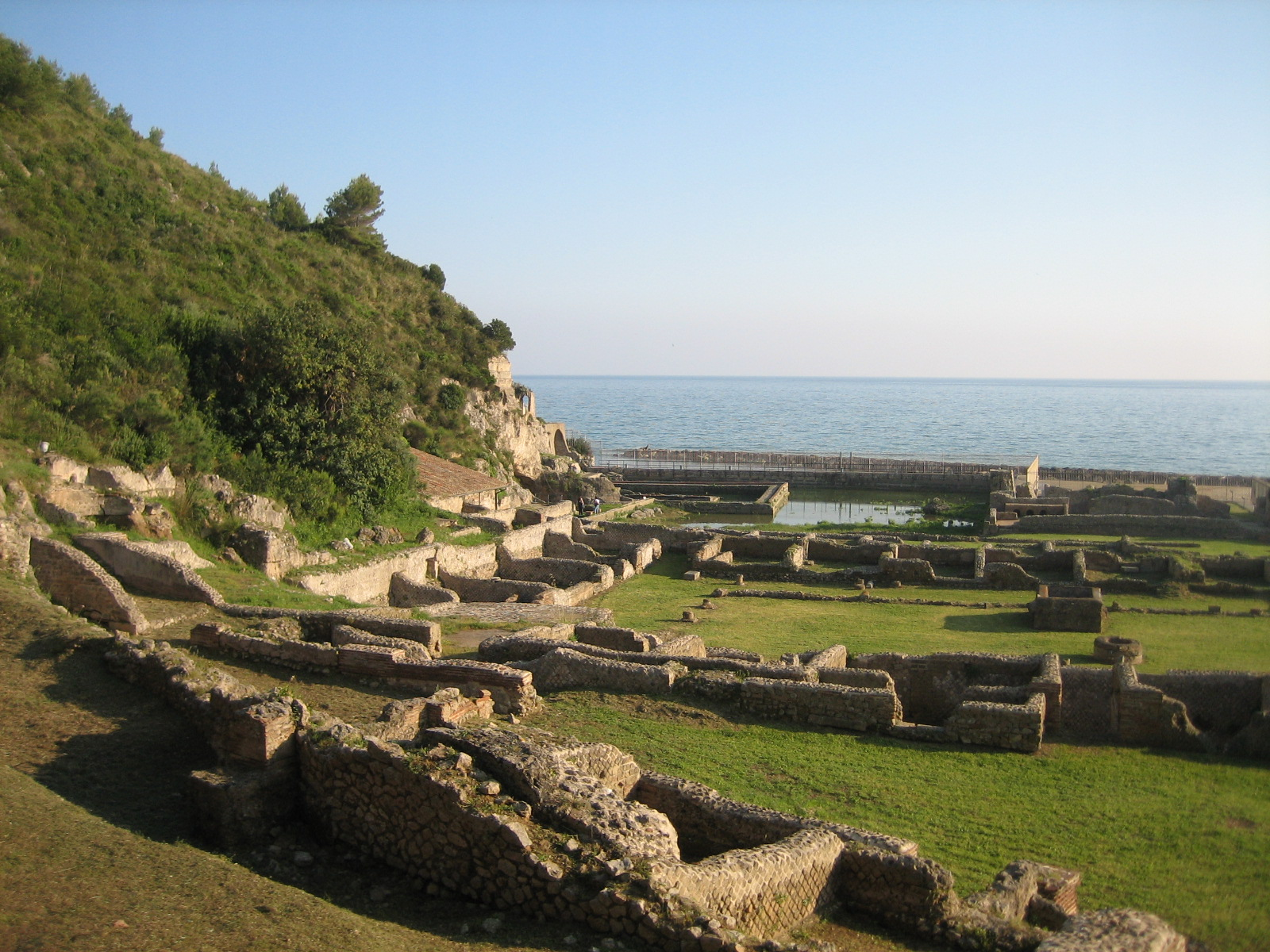
Primo piano delle vestigia delle caserme e scuderie, sullo sfondo la piscina ed il triclinio
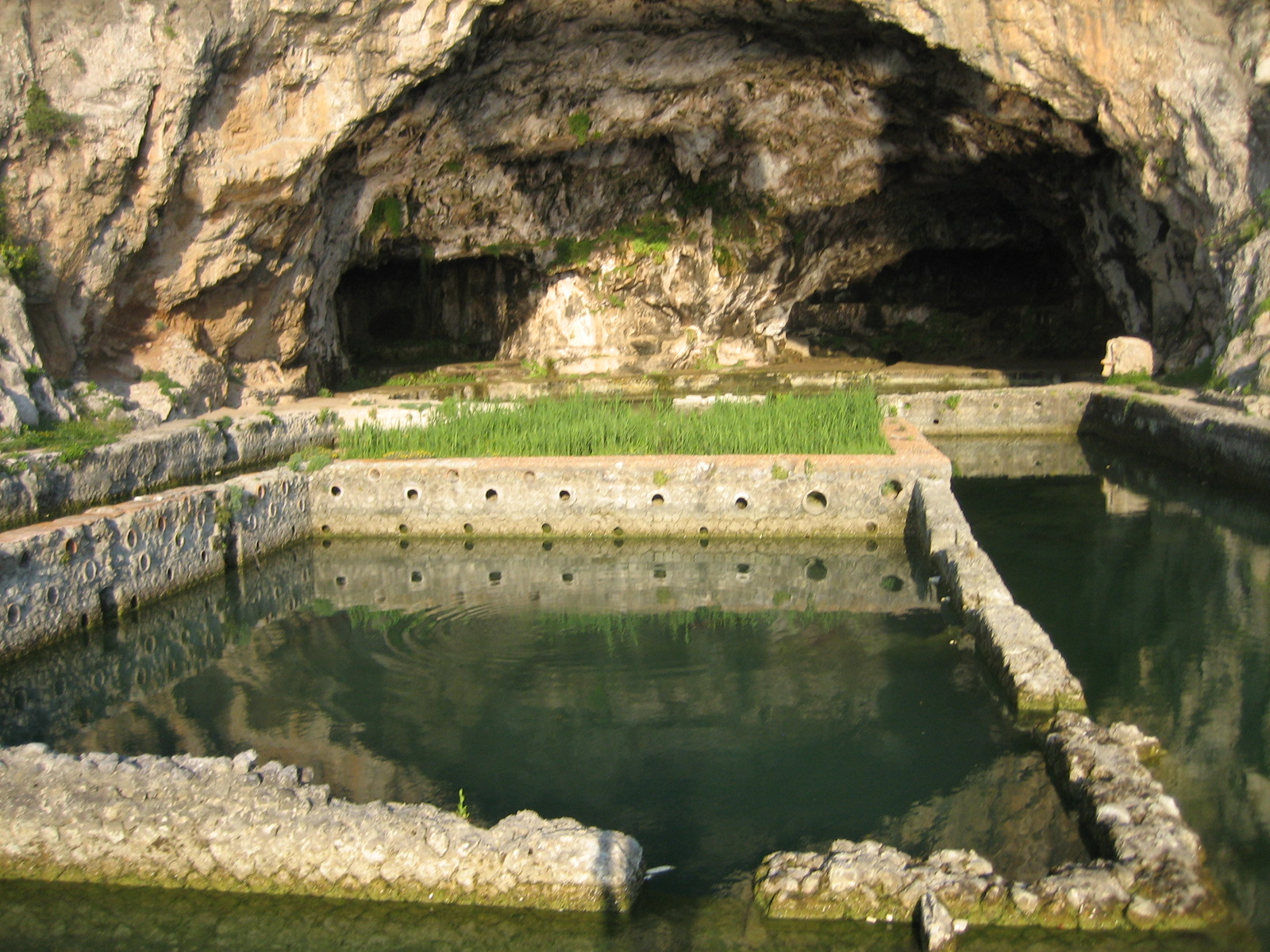
La grotta con le piscine ed il triclinium
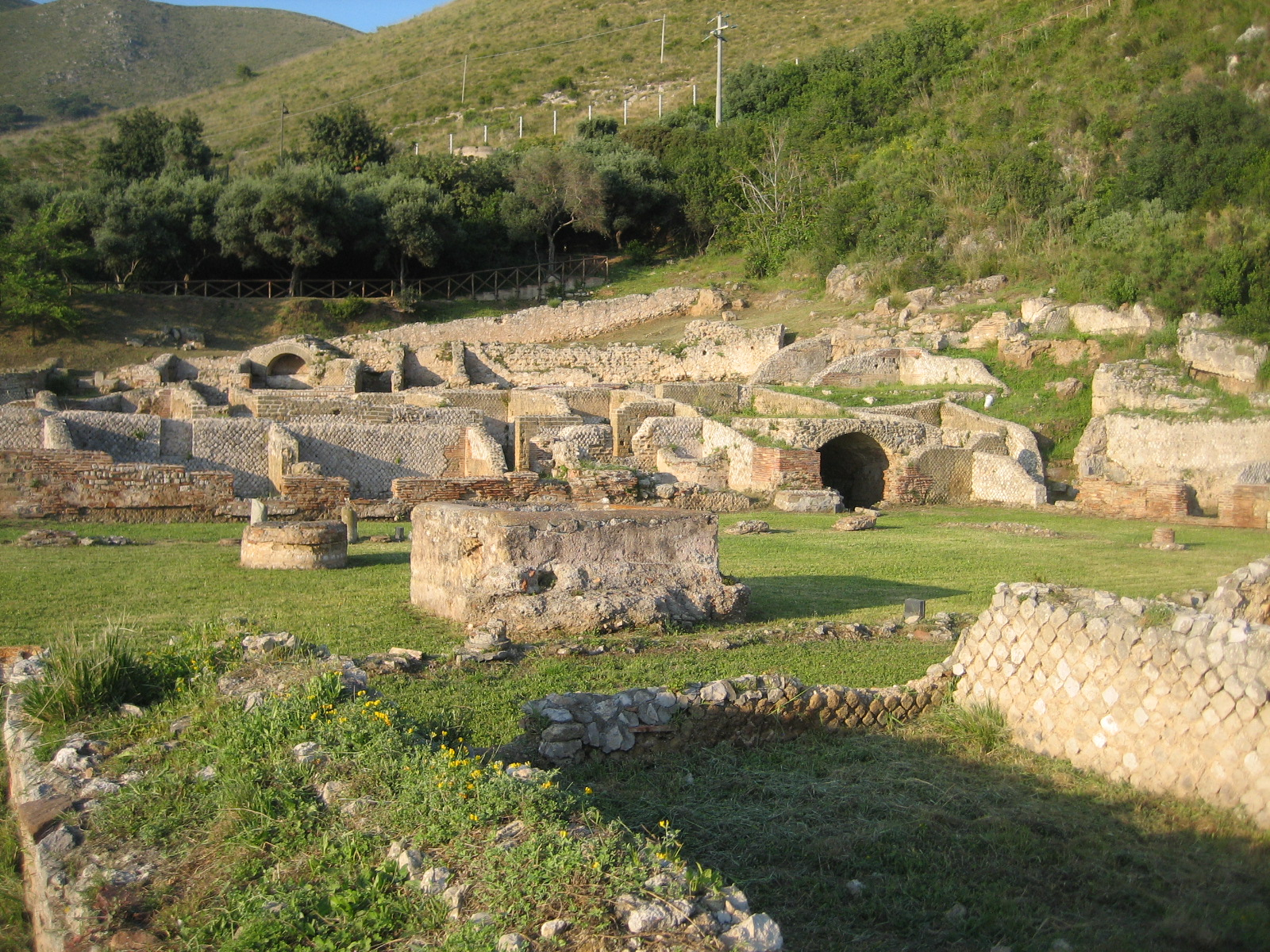
Le vestigia delle caserme e delle stalle
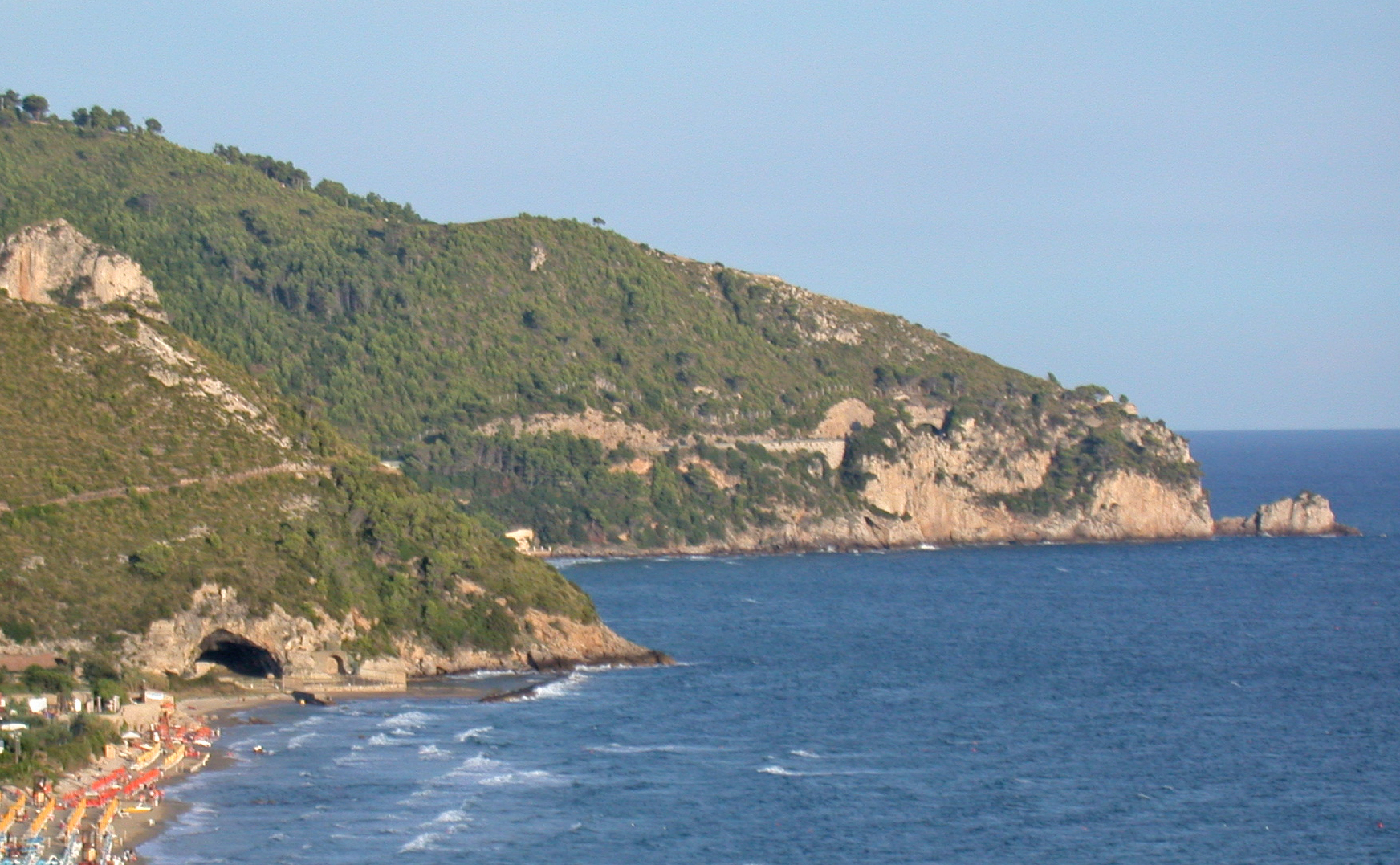
La posizione della grotta di Tiberio sulla spiaggia ad est di Sperlonga

## Storia
Fu in questo antro che avvenne probabilmente l'episodio narrato da Svetonio e da Tacito: nel 26 d.C. Seiano salvò la vita all'imperatore, proteggendolo con il suo corpo, durante un crollo di alcune rocce durante un banchetto, che uccise alcuni servi. In seguito la villa venne ornata con altre opere di scultura, che arrivano fino all'epoca tardo-imperiale.
Nel XVIII secolo un piccolo anfratto a nord fu utilizzato come cappella (resta un'iscrizione, "Ave Crux Sancta").

## Letteratura
Nei primi anni del XX secolo, don Lorenzo Costa scrisse La grotta del re Tiberio - dramma leggendario in 3 atti [...] con alcuni preliminari storici sulla grotta. Questa opera non si riferisce però alla grotta di Tiberio situata presso Sperlonga, ma bensì ad una omonima grotta di Tiberio presso Borgo Rivola in provincia di Ravenna attualmente all'interno del Parco regionale della Vena dei gessi romagnoli